# I Am What I Am (Emma-Muscat-Lied)
I Am What I Am (englisch für Ich bin was ich bin) ist ein englischsprachiger Popsong, der von der maltesischen Sängerin Emma Muscat interpretiert wurde. Mit dem Titel vertrat sie Malta beim Eurovision Song Contest 2022 in Turin.

## Hintergrund
Mit dem Titel Out of Sight gewann Muscat am 19. Februar 2022 die Show Malta Eurovision Song Contest 2022 und erhielt somit das Recht, Malta beim kommenden Eurovision Song Contest zu vertreten. Jedoch habe die Rundfunkanstalt Public Broadcasting Services kurz nach der Show entschieden, den Gewinnertitel zu ersetzen.

„Dagen efter det maltesiske Grand Prix fik jeg en sms fra deres Eurovision-ansvarlige, der bad mig om hjælp. De havde fundet en vinder, men var på udkig efter en ny bunke sange, som måske kunne overgå den, hun havde vundet med“

„Am Tag nach der maltesischen Vorentscheidung erhielt ich eine SMS von ihrem [Public Broadcasting Services] Eurovisions-Manager, in der ich um Hilfe gebeten wurde. Sie hatten einen Gewinner gefunden, aber suchten nach einigen neuen Liedern, die den Gewinnersong übertreffen.“

Der dänische Musikproduzent Fredslund, der u. a. an Only Teardrops mitgewirkt hatte, schickte dem maltesischen Rundfunk daraufhin mehrere Lieder. Aus diesen wurden zwei ausgewählt und als Demoversion aufgenommen. Schließlich fiel die Wahl auf I Am What I Am. Das Lied wurde im Sommer 2021 in einem sogenannten Songwriting-Camp geschrieben, das von Fredslund und seinem Musikverband organisiert wurde. Ursprünglich wurde das Lied beim Melodifestivalen 2022 eingereicht, wo es jedoch abgelehnt wurde.
Die Regeln der maltesischen Vorentscheidung erlaubten einen späteren Austausch des Siegertitels. In der gleichen Weise wurde bereits 2016 verfahren, wo für Ira Losco der Titel Walk on Water nach dem Sieg ausgesucht wurde.
I Am What I Am wurde von Julie Aargaard, Stine Kinck und Dino Medanhodžić komponiert. Des Weiteren wird auch Muscat als Autorin gelistet. Medanhodžić war außerdem für die Produktion verantwortlich.

## Inhaltliches
Das als Ballade vorgetragenes Lied besteht aus zwei Strophen, die jeweils von einem Refrain und einem Post-Chorus getrennt sind. Die letzte Wiederholung des Refrains wird nach einer Bridge gesungen.

## Mitwirkende
- Emma Muscat: Gesang, Musik, Text
- Dino Medanhodžić: Musik, Text, Produktion, Begleitgesang, Bass, Schlagzeug, Gitarre, Klavier, Keyboard, Abmischung
- Julie Aargaard, Stine Kinck: Musik, Text, Begleitgesang,
- Johanna Jansson: Begleitgesang
- Holger Lagerfeldt: Mastering
- Keith Kiko Muscat: Aufnahme[3]

## Veröffentlichung
Der Titel wurde am 14. März 2022 veröffentlicht. Ein zugehöriges Musikvideo entstand unter der Regie von Maxime Alexandre.

## Rezeption
Die nach der Vorentscheidung stattgefundene Änderung des Titels sorgte bei Internetnutzern für Kritik, aber auch für Verständnis.

## Beim Eurovision Song Contest
Malta wurde ein Platz in der ersten Hälfte des zweiten Halbfinales des Eurovision Song Contests 2022 zugelost, das am 12. Mai 2022 stattfand. Am 29. März wurde bekanntgegeben, dass das Land die Startnummer sechs von 18 Teilnehmern erhalten hat. Es erreichte mit 47 Punkten, 27 von der Jury und 20 vom Publikum, den 16. Platz und konnte sich so nicht für das Finale qualifizieren.